# Lauffen (Oberösterreich)
Lauffen ist ein Markt im Inneren Salzkammergut in Oberösterreich wie auch Ortschaft und Katastralgemeinde der Stadtgemeinde Bad Ischl im Bezirk Gmunden.

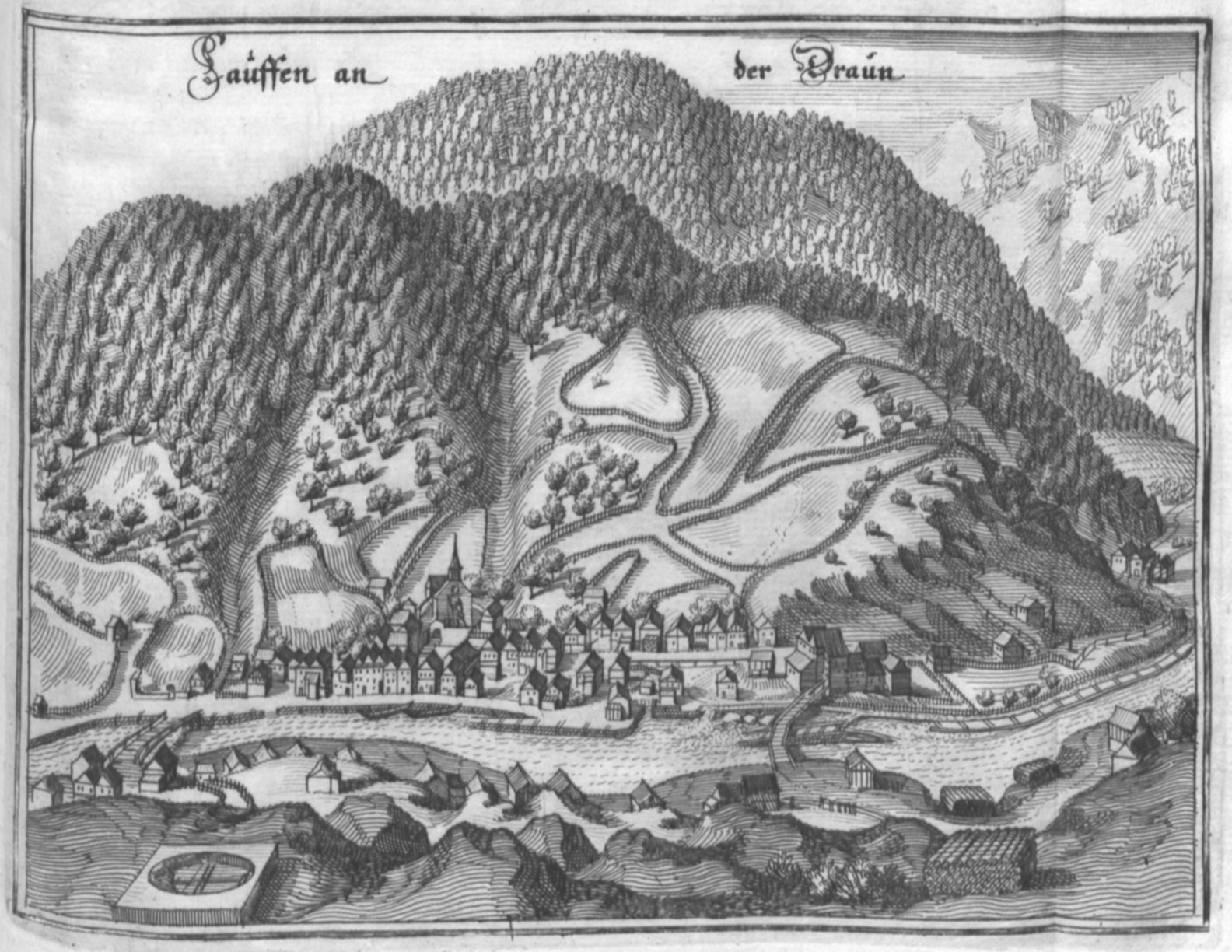
Lauffen in der Topographia Provinciarum Austriacarum von Matthäus Merian (1679)

## Geografie
Lauffen liegt in einer Talenge der Traun am Ostabhang des Katergebirges in einer Höhe von 490 m. Die Fläche der Katastralgemeinde beträgt 1,22 km².

## Geschichte
Erstmals tritt Lauffen als louppa 807 urkundlich in Erscheinung. 1117 scheint unter den Besitzungen des Stiftes Nonnberg in Salzburg eine curtis Loufin sita auf. Der Name bezieht sich dabei auf die Stromschnellen (mhd. loufe) in der Traun. 1344 bestätigte Herzog Albrecht II. den Lauffener Bürgern eine Urkunde von König Rudolf I. von Habsburg (ca. 1275/80), in der ihnen dieselben Rechte verliehen worden waren, wie sie die Gmundner Bürger innehatten. Somit ist Lauffen der älteste Markt des inneren Salzkammergutes, da Hallstatt erst 1311 zum Markt erhoben wurde. Ursache für die Marktgründung war vermutlich die Zunahme des Salzhandels in der 2. Hälfte des 13. Jh., zu dessen Sicherung in Lauffen zwei Türme errichtet wurden. Ca. 1311/1313 erteilte Herzogin (ab 1299 Königin) Elisabeth 5 Bürgern zu Lauffen das Salzfertiger-Recht. 1344 wird erstmals die Pfarrkirche ausdrücklich erwähnt (vnser Vrowen chürchen), für welche die Lauffener Bürger von jeder vorbeifahrenden Zille einen Salzpfenning einheben durften. Eine selbstständige Pfarre wurde Lauffen jedoch erst in der 2. Hälfte des 16. Jh. Bis dahin unterstand Lauffen dem Pfarrer von Goisern.
Seit dem 15. Jahrhundert ist in Lauffen eine Weg-, Straßen- und Brückenmaut nachweisbar. 1537 wurde durch Sprengung großer Felsen im Fluss die Durchfahrt durch den Wilden Lauffen erleichtert und eine Floßgasse angelegt. Schon seit ca. 1390 ist eine Seilwinde (Wynde am Lawfenstain) belegt, mit der flussaufwärts fahrende Kähne über die Stromschnelle hinweggezogen werden konnten. Die Salzschifffahrt endete mit der Eröffnung der Staatsbahn von Attnang-Puchheim nach Stainach-Irdning am 23. Oktober 1877. Einige Jahre verkehrten vor 1899 von Bad Ischl/Esplanade nach Lauffen/Gasthof Weißes Rössl kleine, bis zu 14 Personen fassende Ausflugsschiffe für die Kurgäste.
1849 sollte Lauffen mit seinen 399 Bewohnern und 71 Häusern der Gemeinde Goisern einverleibt werden. Auf Ersuchen der Einwohner wurde der Markt aber schließlich nach Ischl (selbiges erst seit 1906 Bad) eingemeindet. Trotzdem wird der Marktflecken um 1850 noch neben Ischl – und dem Salzbergamt zu Gmunden – als Hauptort des Salzkammerguts genannt.
In den letzten Jahrzehnten fand eine massive Ausdünnung der Infrastruktur statt: 1977 Schließung der Volksschule, 2001 schloss das letzte Kaufgeschäft und 2002 wurde das Postamt Lauffen (Postleitzahl 4821), welches seit 1870 bestand, ebenfalls geschlossen. Verhindert werden konnte hingegen die Auflassung der Bahn-Haltestelle.
Auf Grund des schlechten Zustands einiger Gebäude im Zentrum –  durch den Niedergang des Ortes bedingt – diente Lauffen 2013 als Kulisse für die Verfilmung des gleichnamigen Romans Bad Fucking.

## Siegel und Wappen

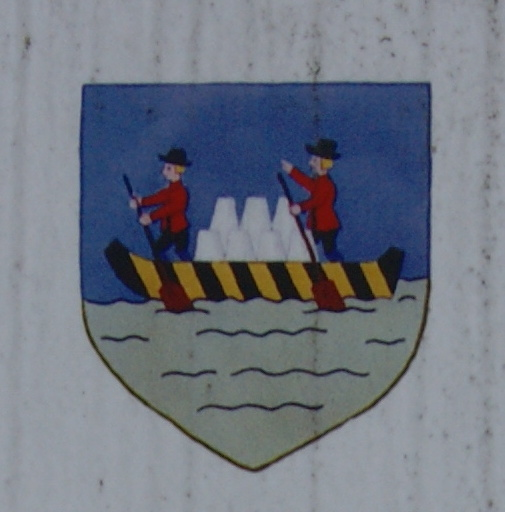
Wappen

Das Siegelrecht wird in einem Brief von Albrecht VI. am 29. September 1460 erstmals erwähnt. Die älteste Handzeichnung des Wappens datiert aus dem Jahr 1720. Das Wappen zeigt auf blauem Grund eine schwarz-gelb gestreifte Salzzille im Fluss, in der sich zwei mit rotbraunem Rock, schwarzen Hüten, Bundhosen und blauen Stutzen bekleidete Schiffsleute befinden. Der vordere Schiffer führt das Ruder mit beiden Händen, der Rückwärtige mit der linken Hand. Mit der rechten Hand zeigt er offensichtlich auf den „Wilden Lauffen“. Die erst 2012 verliehenen Marktfarben sind, abgeleitet vom Wappen, Schwarz – Gelb – Blau.

## Kultur und Sehenswürdigkeiten

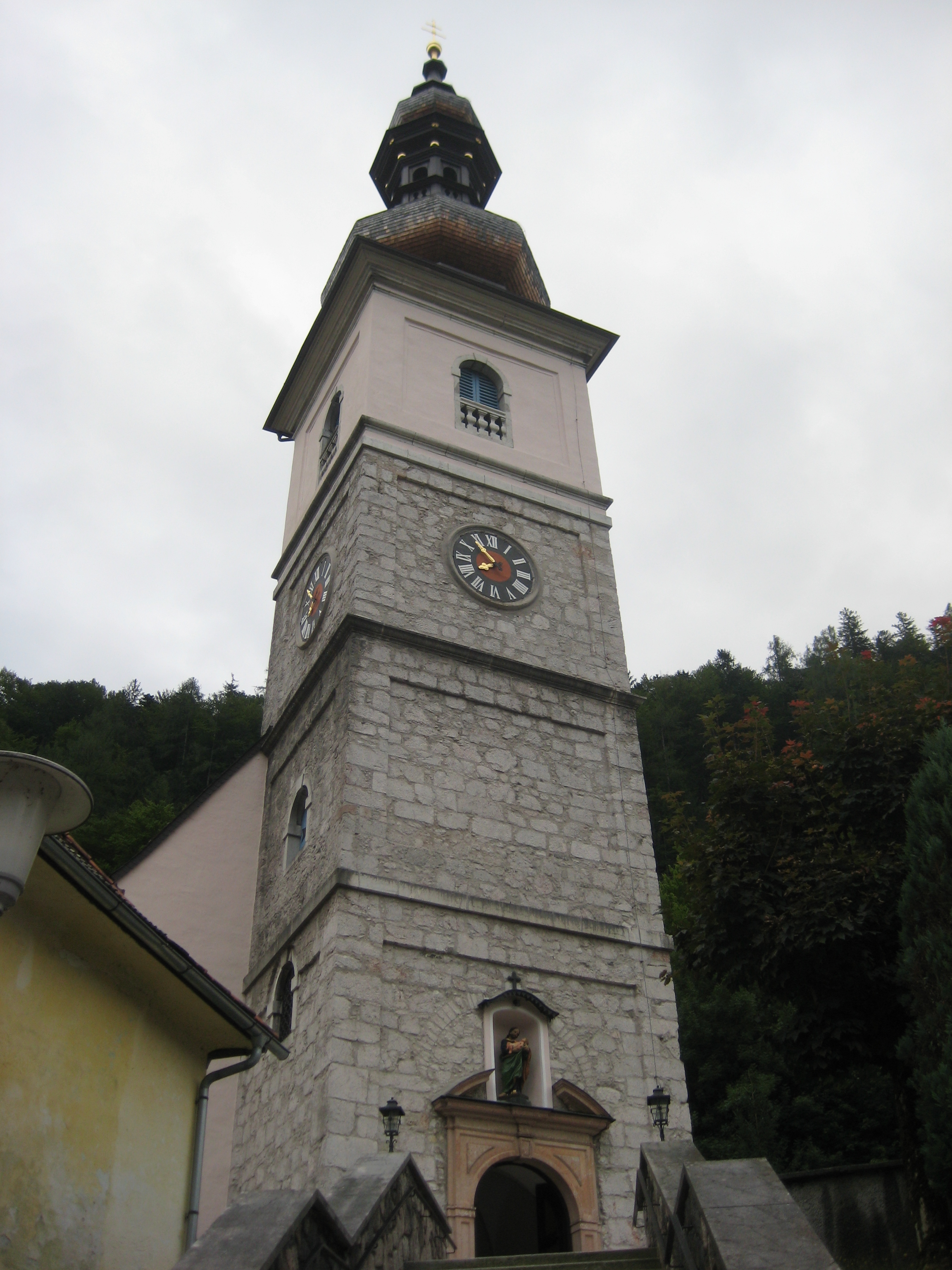
Maria im Schatten

- Pfarrkirche Maria im Schatten: Wallfahrtskirche. Zweischiffiger Bau aus dem 14./15. Jh., Turm 1705; Marienstatue aus Steinguss um 1400, Barockeinrichtung (z. B. zwei Seitenaltäre von 1637, Hochaltar 1719 vollendet, Kanzel von 1737)
- Kalvarienbergkapelle (1725)
- Gottesnamstein: Bildstock, 16. Jh.
- Bräuhaus (Wildenstein): Braubetrieb von 1531 bis 1919; Teilabbruch 1898.
- Elisabeth Hospiz: Lauffen Nr. 15. Ehemaliges Salzfertigerhaus mit drei Wandbildern, die Moritz von Schwind zugeschrieben werden.
- Kaiserstein: Errichtet 1837 zur Erinnerung an die Spaziergänge von Kaiser Ferdinand I. von Ischl nach Lauffen.
- Marienheim: Erholungsheim der Barmherzigen Schwestern vom heiligen Kreuz, ehemaliges Franziskanerinnenkloster

Naturdenkmal:
- Wilder Lauffen: Stromschnelle, die früher ein gefährliches Hindernis für die Salzschifffahrt darstellte.

## Infrastruktur
Die Gemeinde Bad Goisern ist zu Fuß erreichbar, die Stadt Bad Ischl mit dem Fahrrad oder mit öffentlichen Verkehrsmitteln. Durch die Bahnlinie und einen Busverkehr sind alle wichtigen Gemeinden und Städte im Salzkammergut und im Bezirk Gmunden im öffentlichen Nahverkehr gut erreichbar.